# Missus Goes a Shopping
Missus Goes a Shopping fue uno de los primeros programas de concursos emitidos por la televisión estadounidense. Se emitía inicialmente en CBS Radio desde el 17 de febrero de 1941 hasta el 21 de diciembre de 1951. El 3 de agosto de 1944 la cadena televisiva comenzó a emitir una versión en horario nocturno hasta el 22 de enero de 1946. El presentador original era John Reed King.

## Cambios en la conducción
King fue el anfitrión del programa desde el debut de la versión en horario diurno (la cual comenzó el 19 de noviembre de 1947 y finalizó el 10 de noviembre de 1948), después del cual fue brevemente reemplazado por Bud Collyer, con el nuevo nombre de This Is Missus el 17 de noviembre de 1948.
En diciembre, Collyer fue reemplazado por Warren Hull hasta que el programa finalizó el 12 de enero de 1949. Durante estas emisiones, Gil Fates (que posteriormente sería el productor de What's My Line?) era el presentador de reemplazo.